# 66e corps d'armée (Allemagne)
Pour les articles homonymes, voir 66e corps d'armée.
Le 66e corps d'armée (en allemand : LXVI. Armeekorps) était un corps d'armée de l'armée de terre allemande: la Heer au sein de la Wehrmacht pendant la Seconde Guerre mondiale.

## Hiérarchie des unités
| Nom          | Nbre d'hommes       | Unités subalternes                | Grade de commandement                 |
| ------------ | ------------------- | --------------------------------- | ------------------------------------- |
| Heeresgruppe | + 300 000           | 2 à + Armeen (Armées)             | Generaloberst ou Generalfeldmarschall |
| Armee        | + 100 000 - 300 000 | 2 à + Armeekorps (Corps d'armées) | General ou Generaloberst              |
| Armeekorps   | + 30 000 - 80 000   | 2 à + Divisionen (Division)       | Generalleutnant ou General            |
| Division     | + 10 000 – 20 000   | 2 à 6 Brigaden (Brigade)          | Generalmajor ou Generalleutnant       |
| Brigade      | + 3 000 – 5 000     | jusqu'à 3 Regimentern (Régiment)  | Oberst ou Generalmajor                |

## Historique
Le LXVI. Reservekorps est formé le 21 septembre 1942 dans le Wehrkreis IX.
Il est envoyé dans le Sud de la France, l'ancienne France de Vichy après son invasion en novembre 1942. Son  quartier-général est basé dans la banlieue de Royat près de Clermont-Ferrand et sa zone d'opérations est  le Massif central et presque tout le sud-est jusqu'à la zone d'occupation italienne. 
Il est renommé  LXVI. Armeekorps (66e corps d'armée) le 5 août 1944 à Clermont-Ferrand.
Il est détruit dans la poche de la Ruhr en avril 1945.

## Organisations

### Commandants successifs
| Date                                 | Grade                  | Commandant     |
| ------------------------------------ | ---------------------- | -------------- |
| 21 septembre 1942 - 1er octobre 1942 | Generalleutnant        | Erich Marcks   |
| 1er octobre 1942 - 12 novembre 1942  | ???                    | ???            |
| 12 novembre 1942 - 10 mai 1943       | General der Infanterie | Baptist Knieß  |
| 10 mai 1943 - 15 juin 1943           | Generalleutnant        | Otto Roettig   |
| 15 juin 1943 - 7 septembre 1943      | General der Infanterie | Baptist Knieß  |
| 7 septembre 1943 - 20 décembre 1943  | General der Infanterie | Wilhelm Wetzel |
| 20 décembre 1943 - 5 août 1944       | General der Artillerie | Walther Lucht  |
| 5 août 1944 - Mars 1945              | General der Artillerie | Walther Lucht  |
| Mars 1945 - Avril 1945               | Generalleutnant        | Hermann Flörke |

### Chef des Generalstabes
| Date                           | Grade               | Commandant        |
| ------------------------------ | ------------------- | ----------------- |
| 5 août 1944 - 20 janvier 1945  | Oberst i.G.         | Siebert           |
| 20 janvier 1945 - Février 1945 | Oberstleutnant i.G. | Neumann-Henneberg |
| Février 1945 - Mars 1945       | Oberstleutnant i.G. | Dietrich Moll     |
| Mars 1945 - Avril 1945         | Oberst i.G.         | Bodenstein        |

### 1. Generalstabsoffizier (Ia)
| Date                          | Grade      | Commandant       |
| ----------------------------- | ---------- | ---------------- |
| 5 août 1944 - 15 octobre 1944 | Major i.G. | Rüdiger Klamroth |
| 15 octobre 1944 - Avril 1945  | Major i.G. | Heyd             |

## Théâtres d'opérations
- France : Septembre 1942 - Novembre 1942
- Sud-est de la France : Novembre 1942 - Août 1944
- France et Ardennes : Août 1944 - Janvier 1945
- Front de l'Ouest et poche de la Ruhr : Janvier 1945 - Avril 1945

### Rattachement d'Armées
| Date         | Armée          | Groupe d'Armées |
| ------------ | -------------- | --------------- |
| 1942         |                |                 |
| 21 septembre | z. Vfg.        | Heeresgruppe D  |
| 1943         |                |                 |
| 1er janvier  | z. Vfg.        | Heeresgruppe D  |
| 1944         |                |                 |
| Janvier      | z. Vfg.        | Heeresgruppe D  |
| Août         | z. Vfg.        | Heeresgruppe G  |
| Août         | z. Vfg.        | Heeresgruppe D  |
| Septembre    | 19. Armee      | Heeresgruppe D  |
| Octobre      | 7. Armee       | Heeresgruppe B  |
| 1945         |                |                 |
| Janvier      | 6. Panzerarmee | Heeresgruppe B  |
| Février      | 5. Panzerarmee | Heeresgruppe B  |
| Avril        | 11. Armee      | Heeresgruppe D  |

### Unités subordonnées

#### Unités organiques
- Arko 466
- Korps-Nachrichten-Abteilung 466 (Détachement de corps de renseignements)
- Korps-Nachschubtruppen 466 (Détachement de corps d'approvisionnement)

#### Unités rattachées
1er février 1944
- 158. Reserve-Division
- 159. Reserve-Division
- 189. Reserve-Division

16 septembre 1944
- 15. Panzergrenadier-Division
- 21. Panzer-Division
- 16. Infanterie-Division

28 septembre 1944
- 16. Infanterie-Division

16 décembre 1944
- 18. Volks-Grenadier-Division
- 62. Volks-Grenadier-Division

1er mars 1945
- 5. Fallschirmjäger-Division

## Sources
- (de) LXVI. Reserve-Korps sur lexikon-der-wehrmacht.de
- (de) LXVIe Armeekorps sur lexikon-der-wehrmacht.de